# UNC
UNC, Universal naming convention, är ett antal konventioner för identifiering av servrar, skrivare och andra resurser i ett datornätverk. Systemet har sitt ursprung i operativsystemet Unix och har vidareutvecklats inom andra operativsystem.
Unix-system använder följande syntax:
```
datornamn:/delad katalog/resurs
```

Microsoft Windows och liknande system använder följande syntax:
```
\\datornamn\delad katalog\resurs
```